# Забельный
Забельный — посёлок в Невьянском районе Свердловской области России, северо-западный пригород Невьянска. Входит в Невьянский муниципальный округ. Ранее входил в состав Цементного поссовета Невьянского района.

## Географическое положение
Посёлок Забельный расположен по обеим сторонам реки Белой (притока реки Нейвы), к северо-западу от районного центра — города Невьянска (приблизительно в 1 км от окраин и в 3,5 км от городского центра), к северу от бывшего центра поссовета — посёлка Цементного (в 2 км), с которым соединён автодорогой.

## Население
По Всероссийской переписи населения 2010 года, постоянное население Забельного составляло 163 человека, из них 73 мужчины и 90 женщин. По данным Всероссийской переписи населения 2002 года, русские составляли 67 % от общей численности жителей посёлка.
Долговременная динамика численности населения:
| Численность населения | Численность населения | Численность населения | Численность населения | Численность населения | Численность населения | Численность населения | Численность населения | Численность населения |
| 1926                  | 1937                  | 1939                  | 1959                  | 1970                  | 1979                  | 1989                  | 2002                  | 2010                  |
| --------------------- | --------------------- | --------------------- | --------------------- | --------------------- | --------------------- | --------------------- | --------------------- | --------------------- |
| н/д                   | н/д                   | н/д                   | н/д                   | н/д                   | н/д                   | н/д                   | 213                   | 163                   |

## Инфраструктура
В посёлке Заьельном работают фельдшерский пункт, почтовое отделение и продуктовый магазин.